# Lacs Sheep
Pour les articles homonymes, voir Sheep.
Les lacs Sheep (en anglais : Sheep Lakes) sont des lacs dans l'État américain du Colorado. Ils sont situés à une altitude de 2 596 m dans le comté de Larimer et sont protégés au sein du parc national de Rocky Mountain.